# Jason Moran (músico)
Jason Moran (Houston, Texas, 21 de enero de 1975) es un pianista y compositor estadounidense de jazz, reconocido por la crítica y ganador de un buen número de premios por sus composiciones, que combina elementos del stride piano style, del modern creative jazz, de la música clásica y del hip hop, entre otros estilos.  Fue designado en 2010 para el premio MacArthur Fellow.

## Historial

### Inicios
Moran comenzó a tocar el piano con seis años y estudió en la "Houston's High School for the Performing and Visual Arts", pasando después a la Manhattan School of Music, donde estudió con el pianista Jaki Byard. Recibió además clases de otros pianistas de jazz, como Muhal Richard Abrams o Andrew Hill.
En 1997, cuando Moran era ya veterano en la Manhattan School of Music, fue invitado a incorporarse a la banda del saxofonista Greg Osby, para una gira europea. A Osby le gustaba su forma de tocar, y Moran continuó con él aún después de su regreso a Estados Unidos, realizando sus primeras grabaciones con Osby para Blue Note (Further Ado, 1997). Ello le llevó a firmar su propio contrato con Blue Note. Soundtrack to Human Motion, se publicó en 1999, y Moran estuvo acompañado en el álbum por Osby, el baterista Eric Harland (un compañero de clase de Moran en la Manhattan School); el vibrafonista Stefon Harris; y el contrabajista Lonnie Plaxico. Influenciado por Osby, Jason se movió dentro del movimiento estilístico llamado M-Base.

### Años 2000
El siguiente álbum de Moran,  Facing Left (Blue Note, 2000), lo grabó en trío con el bajista Tarus Mateen y el batería Nasheet Waits. Este grupo, que se denominó "The Bandwagon", incorporó al saxofonista Sam Rivers para su siguiente disco, Black Stars, que apareció en 2001. 
En 2002, Moran publicó un álbum en solitario, Modernistic, que fue seguido en 2003 por otro disco del trío, esta vez en directo, grabado en el Village Vanguard (The Bandwagon: Live at the Village Vanguard, 2003). El siguiente álbum de "The Bandwagon", Same Mother (2005), una aproximación de Moran al blues, incorporó al guitarrista Marvin Sewell. Su disco de 2006, Artist In Residence, incluyó una serie de composiciones encargadas por el Walker Art Center, la Dia Art Foundation, y el programa Jazz at Lincoln Center.
Además de las grabaciones bajo su propio nombre, Moran tocó también con un buen número de artistas, como Charles Lloyd, Cassandra Wilson, Joe Lovano, Don Byron, Steve Coleman, Lee Konitz, Von Freeman, Christian McBride y Ravi Coltrane. Ha recibido un buen número de premios, incluido el de la Jazz Journalists Association, el "Up-n-Coming Jazz Musician" de 2003. Los polls de la revista Down Beat lo designaron "Artista de Jazz más prometedor", "Pianista más prometedor", y "Compositor más prometedor" durante tres años continuados (2003-2005). En 2005, Moran fue también nombrado por la revista Playboy como "Artista de jazz de año". En 2007, Moran fue iguamente nombrado "USA Prudential Fellow" y obtuvo 50.000 dólares de la United States Artists, una fundación a apoyar la promoción de los artistas estadounidenses vivos más prometedores.
Actualmente ejerce labores de profesor en el New England Conservatory of Music, y en la propia Manhattan School of Music, cubriendo la plaza que tenía su propio profesor, Jaki Byard.

## Discografía

### Como líder
Todos los discos editados por Blue Note
- Soundtrack to Human Motion (1999)
- Facing Left (2000)
- Black Stars (2001)
- Modernistic (2002)
- The Bandwagon: Live at the Village Vanguard (2003)
- Same Mother (2005)
- Artist in Residence (2006)
- Ten (2010)[6][7]
- All Rise: A Joyful Elegy for Fats Waller (2014)
- The Armory Concert (2016)

### Bandas sonoras de películas
- Two Three Time (2002)

best original score, First Run Film Festival
- Five Deep Breaths (2003)
- All We Know of Heaven (2004)

best original score, First Run Film Festival
- Stutter (2007)
- RFK in the Land of Apartheid (2009)
- Selma (2014)

### Como sideman
| Con Ralph Alessi - Cognitive Dissonance (C.A.M. Jazz, 2010) - Baida (ECM, 2013) Con Don Byron - Ivey-Divey (Blue Note, 2004) JazzTimes: best release Con Scott Colley - Architect Of The Silent Moment (C.A.M. Jazz, 2007) Con Steve Coleman and Five Elements - The Sonic Language Of Myth – Believing, Learning, Knowing (RCA Victor, 1999) Con Bunky Green - Another Place (Label Bleu, 2006) - Apex (Pi Recordings, 2010) leaders Rudresh Mahanthappa & Bunky Green JazzTimes: Critics Poll 3rd best release Con Stefon Harris - A Cloud of Red Dust (Blue Note, 1998) - Black Action Figure (Blue Note, 1999) Con Charles Lloyd - Rabo de Nube (ECM, 2007) JazzTimes: best release - Mirror (ECM, 2010) JazzTimes: Critics Poll 2nd best release - Athens Concert (ECM, 2011) JazzTimes: 6th best release - Hagar's Song (ECM, 2013) Dou, as co-leaders Con Christian McBride - Live At Tonic (Ropeadope Records, 2005) Con Francisco Mela - Cirio: Live at the Blue Note (2008) Con Paul Motian - Lost in a Dream (ECM, 2010) with Chris Potter | Con Greg Osby - Further Ado (Blue Note, 1997) - Friendly Fire (Blue Note, 1998) with Joe Lovano as co-leader - Banned in New York (Blue Note, 1998) - Zero (Blue Note, 1998) - New Directions (Blue Note 2000) The first recording where Moran, Mateen and Waits play together. - Symbols of Light (A Solution) (Blue Note, 2001) - Inner Circle (Blue Note, 2002) Con Eric Revis' 11:11 - Parallax (Clean Feed, 2013) Con Jenny Scheinman - Crossing the Field (Koch, 2008) Con Christophe Schweizer, Full Circle Rainbow - Dual Orbit (TCB The Montreux Jazz Label, 2003) Con Walter Smith III - III (Criss Cross, 2010) Con Brett Sroka - Hearsay (Fresh Sound New Talent, 2002) Con Otis Taylor - Pentatonic Wars And Love Songs (Telarc, 2009) Con Henry Threadgill - Old Locks and Irregular Verbs (Pi Recordings, 2016) Con Trio 3 - Refraction + Breakin' Glass (Intakt, 2013) Con Cassandra Wilson - Loverly (Blue Note, 2008) JazzTimes: 8th best release |